# The Charltons
The Charltons är en civil parish i kommunen Somerset i Storbritannien. Den ligger i riksdelen England, i den södra delen av landet, 180 km väster om huvudstaden London. Det inkluderar Charlton Adam och Charlton Mackrell. Orten har 1 073 invånare (2011).